# Římskokatolická farnost Drnholec
Římskokatolická farnost Drnholec je jedno z územních společenství římských katolíků v městysi Drnholec s farním kostelem Nejsvětější Trojice. Součástí farnosti jsou také obce Jevišovka a Nový Přerov.

## Historie farnosti
První písemná zmínka o kostele v Drnholci pochází z roku 1237. Roku 1750 byla zahájena výstavba nového kostela Nejsvětější Trojice podle projektu brněnského architekta Františka Antonína Grimma. Stavba byla dokončena o sedm let později (1757).
V roce 1913 bylo utvořeno děkanství drnholecké, k němuž náležely fary Drnholec, Dolní Dunajovice, Frélichov (nynější Jevišovka), Kolenfurt (nynější Brod nad Dyjí), Mušov, Novosedly, Dobré Pole, Prátersbrun (nynější Březí) a Nový Přerov. Roku 1926 se uskutečnila velká renovace kostela, bylo do něj zavedeno elektrické světlo.
Na svatodušní svátky v roce 1993 se konala v místním kostele mše smíření. Na kříži u kostela byla umístěna pamětní deska na památku těch, kteří žili v Drnholci do roku 1945.
K 31. prosinci 2024 byly zrušeny farnosti Jevišovka a Nový Přerov a k farnosti Drnholec bylo přičleněno jejich území zahrnující obce Jevišovka a Nový Přerov.

## Bohoslužby
| Kostel                             | Místo       | Bohoslužba (den)             | Hodina                               | Poznámka        |
| ---------------------------------- | ----------- | ---------------------------- | ------------------------------------ | --------------- |
| Kostel Nejsvětější Trojice         | Drnholec    | neděle středa čtvrtek sobota | 10.30 18.00 (léto)/17.00 (zima) 7.30 | farní kostel    |
| Kostel svaté Kunhuty               | Jevišovka   | neděle středa                | 7.30 17.00 (zima)/18.00 (léto)       | filiální kostel |
| Kostel svatého Michaela archanděla | Nový Přerov | sobota (nepravidelně)        | 17.00 (zima)/18.00 (léto)            | filiální kostel |

## Duchovní správci
V této farnosti působil jako farář v letech 1982 až 1989 pozdější litoměřický biskup Pavel Posád. Jeho v roce 1989 vystřídal R. D. Pavel Procházka. Od 1. září 2005 je farářem R. D. Mgr. Jiří Komárek.

## Aktivity ve farnosti
Dnem vzájemných modliteb farností za bohoslovce a bohoslovců za farnosti brněnské diecéze je 30. leden. Adorační den připadá na 21. března.
Ve farnosti se pravidelně pořádá tříkrálová sbírka. V roce 2015 se při ní vybralo 32 042 korun. Při sbírce v roce 2016 činil výtěžek 35 420 korun.